# Црнићи (Крешево)
Црнићи је насељено место у Босни и Херцеговини у општини Крешево. Административно припада Федерацији Босне и Херцеговине, односно њеном Средњобосанском кантону. Према попису становништва из 2013. у насељу је било 338 становника, а већинску популацију чинили су Бошњаци.
У близини села налази се некропола са 26 стећака који се налазе на листи Националних споменика Босне и Херцеговине.

## Становништво
По последњем службеном попису становништва из 2013. године у овом насељу живело је 338 становника, а село је било етнички хетерогено са већинском бошњачком популацијом.
| Националност | 2013. | 1991.        | 1981.        | 1971.        |
| Бошњаци      | —     | 293 (63,01%) | 292 (54,38%) | 267 (46,35%) |
| Хрвати       | —     | 165 (35,48%) | 243 (45,25%) | 301 (52,26%) |
| Срби         | —     | (%)          | 2 (0,37%)    | 8 (1,39%)    |
| остали       | —     | 7 (1,50%)    | 0            | 0            |
| Укупно       | 338   | 465          | 537          | 576          |